# Eleição municipal de Diadema em 2024
A eleição municipal da cidade brasileira de Diadema em 2024 ocorreu no dia 6 de outubro (primeiro turno) com o objetivo de eleger um prefeito, um vice-prefeito e 21 vereadores responsáveis pela administração da cidade no mandato a se iniciar em 1° de janeiro de 2025 e com término em 31 de dezembro de 2028. Se o candidato mais votado não atingisse metade dos votos (50%) mais um, far-se-á nova eleição, no dia 27 de outubro (domingo). O prefeito titular era José de Filippi Júnior, do PT. Pela legislação eleitoral, Filippi está apto para disputar a reeleição.
No primeiro turno, Taka Yamauchi, candidato pelo MDB, e Filippi, candidato pelo PT, obtiveram, respectivamente, 106.141 votos (47,31% dos votos válidos) e 100.983 (45,09%), e, portanto, avançaram para o segundo turno.
Já no segundo turno, o candidato do MDB se consagra o vencedor da eleição após obter 116.003 votos (52,59%), fazendo frente ao mandatário atual, que obteve 104.556 (47,41%), impondo uma derrota significativa ao Partido dos Trabalhadores, que havia reconquistado a prefeitura na eleição anterior.

## Calendário eleitoral
| Início        | Fim           | Atividades | Status    |
| ------------- | ------------- | --- | --------- |
| 7 de março    | 5 de abril    | Janela partidária para vereadores trocarem de partido visando concorrer às eleições sem perder o mandato. | Realizado |
| 6 de abril    | 6 de abril    | Data-limite para todas as legendas e federações partidárias obterem o registro dos estatutos no TSE e para todos os candidatos terem domicílio eleitoral na circunscrição em que desejam disputar as eleições com a filiação deferida pelo partido. | Realizado |
| 15 de maio    | 15 de maio    | Início da campanha de arrecadação prévia de recursos na modalidade de financiamento coletivo para pré-candidatos, sem realização de pedidos de voto e obedecendo a regras relativas à propaganda eleitoral na Internet.                             | Realizado |
| 20 de julho   | 5 de agosto   | Realização de convenções partidárias para deliberar sobre coligações e escolher candidatos às prefeituras e aos cargos de vereador. Os partidos têm até 15 de agosto para registrar os nomes na Justiça Eleitoral.                                  | Realizado |
| 16 de agosto  | 16 de agosto  | Início das campanhas eleitorais de forma igualitária, podendo qualquer publicidade ou manifestação com pedido explícito de voto antes da data ser considerada irregular e multada.                                                                  | Realizado |
| 30 de agosto  | 3 de outubro  | Veiculação da propaganda eleitoral gratuita no rádio e na televisão. | Realizado |
| 6 de outubro  | 6 de outubro  | Realização do primeiro turno das eleições municipais. | Realizado |
| 11 de outubro | 25 de outubro | Veiculação da propaganda eleitoral gratuita no rádio e na televisão para o segundo turno. | Realizado |
| 27 de outubro | 27 de outubro | Realização de um eventual segundo turno nas cidades com mais de 200 mil eleitores em que o candidato a prefeito mais votado não tenha atingido a metade mais um dos votos válidos.                                                                  | Realizado |

## Candidatos à prefeitura
| Nº | Prefeito  | Prefeito           | Prefeito          | Prefeito | Vice-prefeito(a) | Vice-prefeito(a) | Vice-prefeito(a)      | Vice-prefeito(a)  | Vice-prefeito(a)             | Coligação Partido(s)                                                                                    | Tempo de horário eleitoral na rádio | Ref.   |
| Nº | Candidato | Candidato          | Partido Federação | Cargos relevantes | Candidato(a)     | Candidato(a)     | Candidato(a)          | Partido Federação | Cargos relevantes            | Coligação Partido(s)                                                                                    | Tempo de horário eleitoral na rádio | Ref.   |
| -- | --------- | ------------------ | ----------------- | --- | ---------------- | ---------------- | --------------------- | ----------------- | ---------------------------- | --- | ----------------------------------- | ------ |
| 10 |           | Gesiel Duarte      | Republicanos      | - Secretário de Gestão de Pessoas de Diadema (2013-2016) |                  |                  | Pastor Valente        | Republicanos      | - Militar reformado          | Sem coligação                                                                                           | 34 segundos                         | [ 9 ]  |
| 13 |           | Filippi            | PT FE Brasil      | - Prefeito de Diadema (1993–1997, 2001–2008, 2021–2024); - Deputado federal por São Paulo (2011–2015); - Secretário municipal de Saúde de São Paulo (2013–2015) |                  |                  | Pr. Rubens Cavalcanti | PV FE Brasil      | - Servidor público municipal | Tamo Junto Diadema FE Brasil (PT, PCdoB e PV), PSB, PSD, PDT, UNIÃO e Federação PSOL REDE               | 4 minutos e 17 segundos             | [ 10 ] |
| 15 |           | Taka Yamauchi      | MDB               | - Presidente da SPObras (2023–2024); - Secretário municipal de Obras de Ribeirão Pires (2017–2020)                                                              |                  |                  | Andreia Fontes        | PL                | - Conselheira tutelar        | Movimento do Bem MDB, PL, PP, Solidariedade, Fed. PSDB Cidadania, DC, Avante, PMB, MOBILIZA, PRD e PRTB | 4 minutos e 11 segundos             | [ 11 ] |
| 20 |           | Márcio da Farmácia | PODE              | - Vice-prefeito de Diadema (2017–2019); - Deputado estadual por São Paulo (2019–2023) - Farmacêutico                                                            |                  |                  | Dr. Ricardo Yoshio    | NOVO              | - Médico                     | Unidos por Diadema PODE, NOVO e Agir                                                                    | 57 segundos                         | [ 12 ] |

### Disputa ao legislativo
A regra eleitoral permite que um Partido ou Federação indique uma chapa que contenha, no máximo, 100% das vagas em disputa mais 1. No caso de Diadema, o número máximo de candidaturas é de 22. Com um total de 410 candidatos entre todos os partidos na disputa, Diadema se torna a segunda cidade com a disputa mais acirrada no Grande ABC, somente perdendo para o município vizinho de São Bernardo do Campo, segundo o Diário do Grande ABC.
A tabela a seguir apresenta o número de candidaturas em cada Partido e Federação, estando agrupados a partir de coligações na disputa do poder executivo. Lembre-se que a coligação em eleições proporcionais não existe mais no Brasil, sendo demonstrada a coligação majoritária apenas a título de visualização agrupada.
| Coligação ao executivo              | Partido ou federação | Partido ou federação | Candidatos     | Candidatos     | Candidatos     | Candidatos     |
| ----------------------------------- | -------------------- | -------------------- | -------------- | -------------- | -------------- | -------------- |
| Movimento do Bem (217 candidatos)   |                      | PP                   | 22             | 22             | 22             | 22             |
| Movimento do Bem (217 candidatos)   |                      | MDB                  | 22             | 22             | 22             | 22             |
| Movimento do Bem (217 candidatos)   |                      | PL                   | 22             | 22             | 22             | 22             |
| Movimento do Bem (217 candidatos)   |                      | PRD                  | 22             | 22             | 22             | 22             |
| Movimento do Bem (217 candidatos)   |                      | MOBILIZA             | 22             | 22             | 22             | 22             |
| Movimento do Bem (217 candidatos)   |                      | PMB                  | 22             | 22             | 22             | 22             |
| Movimento do Bem (217 candidatos)   |                      | PSDB-Cidadania       | 22             |                | PSDB           | 10             |
| Movimento do Bem (217 candidatos)   |                      | PSDB-Cidadania       | 22             | Cidadania      | 12             |                |
| Movimento do Bem (217 candidatos)   |                      | Solidariedade        | 22             | 22             | 22             | 22             |
| Movimento do Bem (217 candidatos)   |                      | Avante               | 21             | 21             | 21             | 21             |
| Movimento do Bem (217 candidatos)   |                      | DC                   | 20             | 20             | 20             | 20             |
| Movimento do Bem (217 candidatos)   |                      | PRTB                 | Sem candidatos | Sem candidatos | Sem candidatos | Sem candidatos |
| Tamo Junto Diadema (118 candidatos) |                      | FE Brasil            | 22             |                | PT             | 15             |
| Tamo Junto Diadema (118 candidatos) |                      | FE Brasil            | 22             | PCdoB          | 2              |                |
| Tamo Junto Diadema (118 candidatos) |                      | FE Brasil            | 22             | PV             | 5              |                |
| Tamo Junto Diadema (118 candidatos) |                      | PDT                  | 22             | 22             | 22             | 22             |
| Tamo Junto Diadema (118 candidatos) |                      | PSB                  | 22             | 22             | 22             | 22             |
| Tamo Junto Diadema (118 candidatos) |                      | UNIÃO                | 22             | 22             | 22             | 22             |
| Tamo Junto Diadema (118 candidatos) |                      | PSD                  | 20             | 20             | 20             | 20             |
| Tamo Junto Diadema (118 candidatos) |                      | Fed. PSOL REDE       | 10             |                | PSOL           | 6              |
| Tamo Junto Diadema (118 candidatos) |                      | Fed. PSOL REDE       | 10             | REDE           | 4              |                |
| Unidos por Diadema (54 candidatos)  |                      | PODE                 | 22             | 22             | 22             | 22             |
| Unidos por Diadema (54 candidatos)  |                      | NOVO                 | 20             | 20             | 20             | 20             |
| Unidos por Diadema (54 candidatos)  |                      | Agir                 | 12             | 12             | 12             | 12             |
| Sem coligação                       |                      | Republicanos         | 21             | 21             | 21             | 21             |
| Total                               | Total                | Total                | 410            | 410            | 410            | 410            |

## Debates
Primeiro turno
No primeiro turno das eleições, serão consideradas aprovadas as regras, inclusive as que definirem o número de participantes, que obtiverem a concordância de pelo menos dois terços de candidatas e candidatos, no caso de eleição majoritária (cargo de prefeito), e de pelo menos dois terços dos partidos ou das federações com candidatas e candidatos, no caso de eleição proporcional (cargo de vereador).

Caso não seja possível um acordo, as emissoras de rádio e televisão devem podem apresentar debates em conjunto para o cargo de prefeito, estando presentes todas as candidatas e todos os candidatos, ou em grupos, com a presença de, no mínimo, três pessoas.
| Data           | Organizador(es) | Mediação             | Filippi (PT) | Taka (MDB) | Geisel (Republicanos) | Márcio (PODE) | Ref    |
| -------------- | --------------- | -------------------- | ------------ | ---------- | --------------------- | ------------- | ------ |
| 23 de agosto   | g1              | José Roberto Burnier | Presente     | Presente   | Presente              | Presente      | [ 17 ] |
| 16 de setembro | Rede Gospel     | Karen Chrisostomo    | Presente     | Presente   | Presente              | Presente      | [ 18 ] |

Segundo turno
| Data          | Organizador(es) | Mediação         | Filippi (PT) | Taka (MDB) | Ref    |
| ------------- | --------------- | ---------------- | ------------ | ---------- | ------ |
| 15 de outubro | g1              | Ana Paula Campos | Presente     | Presente   | [ 19 ] |

## Pesquisas eleitorais
As pesquisas buscam analisar como seria o resultado da eleição se ela ocorresse no dia em que os dados dos entrevistados foram coletados, não tendo como objetivo pela porcentagem de confiança, prever o resultado final da eleição.

### Primeiro turno
| Fonte              | Data(s) conduzida(s) | Amostragem | Filippi PT    | Taka MDB          | Márcio PODE | Gesiel Republicanos | Outros | Abst. Indec. | Vantagem | Ref.   |        |       |       |   |        |        |        |
| ------------------ | -------------------- | ---------- | ------------- | ----------------- | ----------- | ------------------- | ------ | ------------ | -------- | ------ | ------ | ----- | ----- | - | ------ | ------ | ------ |
| Fonte              | Data(s) conduzida(s) | Amostragem | ASN Pesquisas | 29/Set-2/Out/2024 | 700         | 32,71%              | Outros | Abst. Indec. | Vantagem | Ref.   | 44,14% | 3,57% | 0,57% | – | 19,00% | 11,43% | [ 20 ] |
| Real Time Big Data | 28-30/Set/2024       | 800        | 38%           | 47%               | 3%          | 1%                  | –      | 11%          | 9%       | [ 21 ] |        |       |       |   |        |        |        |
| DataNews Brasil    | 25-26/Set/2024       | 600        | 50,2%         | 31,3%             | 10,7%       | 2,2%                | –      | 5,6%         | 18,9%    | [ 22 ] |        |       |       |   |        |        |        |
| ASN Pesquisas      | 10-12/Set/2024       | 700        | 30,57%        | 40,57%            | 4,57%       | 0,57%               | –      | 23,72%       | 10%      | [ 23 ] |        |       |       |   |        |        |        |
| DataNews Brasil    | 3-4/Set/2024         | 600        | 45,08%        | 31,87%            | 9,84%       | 1,04%               | –      | 12,00%       | 13,21%   | [ 24 ] |        |       |       |   |        |        |        |
| Paraná Pesquisas   | 1-3/Set/2024         | 720        | 39,3%         | 40,1%             | 8,1%        | 1,1%                | –      | 11,4%        | 0,8%     | [ 25 ] |        |       |       |   |        |        |        |
| DataNews Brasil    | 6-7/Ago/2024         | 600        | 44,5%         | 32,5%             | 10,5%       | 1,2%                | –      | 11,6%        | 12%      | [ 26 ] |        |       |       |   |        |        |        |
| ASN Pesquisas      | 20-25/Jul/2024       | 700        | 29,86%        | 35,14%            | 6,43%       | 1,00%               | –      | 27,57%       | 5,28%    | [ 27 ] |        |       |       |   |        |        |        |
| ASN Pesquisas      | 5-7/Mai/2024         | 700        | 28,02%        | 30,88%            | 10,10%      | 1,00%               | –      | 30,00%       | 2,86%    | [ 28 ] |        |       |       |   |        |        |        |

### Segundo turno
Filippi x Taka Yamauchi
| Fonte                | Data(s) conduzida(s) | Amostragem                                | Filippi PT                                | Taka MDB                                  | Abst. Indec.                              | Vantagem                                  | Ref.                                      |     |       |       |      |      |        |
| -------------------- | -------------------- | ----------------------------------------- | ----------------------------------------- | ----------------------------------------- | ----------------------------------------- | ----------------------------------------- | ----------------------------------------- | --- | ----- | ----- | ---- | ---- | ------ |
| Fonte                | Data(s) conduzida(s) | Amostragem                                | Veritá                                    | 18-23/Out/2024                            | Abst. Indec.                              | Vantagem                                  | Ref.                                      | 810 | 44,5% | 49,1% | 6,3% | 4,6% | [ 29 ] |
| Real Time Big Data   | 23-24/Out/2024       | 1.000                                     | 42%                                       | 47%                                       | 11%                                       | 5%                                        | [ 30 ]                                    |     |       |       |      |      |        |
| ASN Pesquisas        | 21-23/Out/2024       | 720                                       | 39,86%                                    | 47,28%                                    | 12,86%                                    | 7,42%                                     | [ 31 ]                                    |     |       |       |      |      |        |
| Vox Brasil           | 20-21/Out/2024       | 600                                       | 50,2%                                     | 44,3%                                     | 5,5%                                      | 5,9%                                      | [ 32 ]                                    |     |       |       |      |      |        |
| Paraná Pesquisas     | 10-13/Out/2024       | 710                                       | 43,4%                                     | 45,6%                                     | 11%                                       | 2,2%                                      | [ 33 ]                                    |     |       |       |      |      |        |
| ASN Pesquisas        | 9-11/Out/2024        | 700                                       | 38%                                       | 45%                                       | 17%                                       | 7%                                        | [ 34 ]                                    |     |       |       |      |      |        |
| 6 de outubro de 2024 | 6 de outubro de 2024 | 2° turno entre Taka e Filippi confirmado. | 2° turno entre Taka e Filippi confirmado. | 2° turno entre Taka e Filippi confirmado. | 2° turno entre Taka e Filippi confirmado. | 2° turno entre Taka e Filippi confirmado. | 2° turno entre Taka e Filippi confirmado. |     |       |       |      |      |        |
| ASN Pesquisas        | 5-7/Mai/2024         | 700                                       | 31,88%                                    | 42,12%                                    | 26,00%                                    | 10,24%                                    | [ 28 ]                                    |     |       |       |      |      |        |

## Apoios no segundo turno
| Taka      | Taka                                                                                    |
| --------- | --------------------------------------------------------------------------------------- |
| Políticos | Tarcísio de Freitas, governador de São Paulo.                                           |
| Políticos | Ricardo Nunes, prefeito de São Paulo.                                                   |
| Políticos | Orlando Morando, prefeito de São Bernardo do Campo.                                     |
| Políticos | Paulo Serra, prefeito de Santo André.                                                   |
| Políticos | Rubão Fernandes, vice-prefeito de Ribeirão Pires.                                       |
| Políticos | Márcio da Farmácia, ex-candidato à prefeitura da cidade e terceiro colocado na disputa. |
| Políticos | Altair Moraes, deputado estadual de São Paulo.                                          |
| Políticos | Pastor João Gomes, vereador de Diadema.                                                 |

| Neutralidade | Neutralidade  |
| ------------ | ------------- |
| Partidos     | Republicanos. |

| Filippi   | Filippi                                                                          |
| --------- | -------------------------------------------------------------------------------- |
| Políticos | Luiz Inácio Lula da Silva, presidente do Brasil.                                 |
| Políticos | Gesiel Duarte, ex-candidato à prefeitura da cidade e quarto colocado na disputa. |

## Resultados

### Prefeito
| Candidato a prefeito    | Candidato a prefeito         | Vice-prefeito(a)              | 1º turno 6 de outubro de 2024 | 1º turno 6 de outubro de 2024 | 2º turno 27 de outubro de 2024 | 2º turno 27 de outubro de 2024 |
| Candidato a prefeito    | Candidato a prefeito         | Vice-prefeito(a)              | Votação                       | Votação                       | Votação                        | Votação                        |
| Candidato a prefeito    | Candidato a prefeito         | Vice-prefeito(a)              | Total                         | %                             | Total                          | %                              |
| ----------------------- | ---------------------------- | ----------------------------- | ----------------------------- | ----------------------------- | ------------------------------ | ------------------------------ |
|                         | Taka Yamauchi (MDB)          | Andreia Fontes (PL)           | 106.141                       | 47,31%                        | 116.003                        | 52,59%                         |
|                         | Filippi (PT)                 | Pr. Rubens Cavalcanti (PV)    | 100.983                       | 45,09%                        | 104.556                        | 47,41%                         |
|                         | Márcio da Farmácia (PODE)    | Dr. Ricardo Yoshio (NOVO)     | 13.641                        | 6,09%                         | Não participaram               | Não participaram               |
|                         | Gesiel Duarte (Republicanos) | Pastor Valente (Republicanos) | 3.203                         | 1,43%                         | Não participaram               | Não participaram               |
| Total de votos válidos  | Total de votos válidos       | Total de votos válidos        | 223.968                       | 88,71%                        | 220.559                        | 92,37%                         |
| → Votos brancos         | → Votos brancos              | → Votos brancos               | 11.479                        | 4,55%                         | 6.581                          | 2,76%                          |
| → Votos nulos           | → Votos nulos                | → Votos nulos                 | 17.027                        | 6,74%                         | 11.641                         | 4,88%                          |
| Total de votos          | Total de votos               | Total de votos                | 252.474                       | 74,18%                        | 238.781                        | 70,15%                         |
| → Abstenções            | → Abstenções                 | → Abstenções                  | 87.899                        | 25,82%                        | 101.592                        | 29,85%                         |
| Eleitores aptos a votar | Eleitores aptos a votar      | Eleitores aptos a votar       | 340.376                       | 340.376                       | 100%                           | 100%                           |

### Vereador
Dos 21 vereadores, 15 deles foram reeleitos para um novo mandato, e 6 foram eleitos pela primeira vez, destaque para duas mulheres que venceram a eleição neste pleito: Fernanda Durães (MDB) e Patty Ferreira (PT).

Representação eleita
  PT: 5
  UNIÃO: 3
  MDB: 2
  PP: 2
  PSB: 2
  PSD: 2
  PV: 2
  PODE: 1
  Republicanos: 1
  Solidariedade: 1

| Vereadores eleitos    | Partido       | Votação | Percentual |
| Jeferson Leite        | PT            | 7.782   | 3,53%      |
| Orlando Vitoriano     | PT            | 5.590   | 2,53%      |
| Ze do Blocão          | PV            | 5.558   | 2,52%      |
| Rodrigo Capel         | PSD           | 5.457   | 2,47%      |
| Lucas Almeida         | UNIÃO         | 5.165   | 2,34%      |
| Josa                  | PT            | 5.087   | 2,30%      |
| Márcio Jr.            | PODE          | 4.369   | 1,98%      |
| Boquinha              | Republicanos  | 3.989   | 1,81%      |
| Eduardo Minas         | PP            | 3.683   | 1,67%      |
| Talabi                | PV            | 3.554   | 1,61%      |
| Cabo Angelo           | MDB           | 3.534   | 1,60%      |
| Gel Antônio           | PT            | 3.419   | 1,55%      |
| Patty Ferreira        | PT            | 3.382   | 1,53%      |
| Laureto do Água Santa | UNIÃO         | 3.341   | 1,51%      |
| Dequinha Potência     | PSD           | 3.335   | 1,51%      |
| Juninho do Chicão     | PP            | 3.231   | 1,46%      |
| Cicinho               | PSB           | 3.111   | 1,41%      |
| Jerry Bolsas          | PSB           | 2.984   | 1,35%      |
| Reinaldo Meira        | Solidariedade | 2.875   | 1,30%      |
| Gilson Moura          | UNIÃO         | 2.840   | 1,29%      |
| Fernanda Durães       | MDB           | 2.829   | 1,28%      |